# Estação Riquet
Riquet é uma estação da linha 7 do Metrô de Paris, localizada no 19.º arrondissement de Paris.

## Localização
A estação está situada na avenue de Flandre no cruzamento com a rue Riquet.

## História

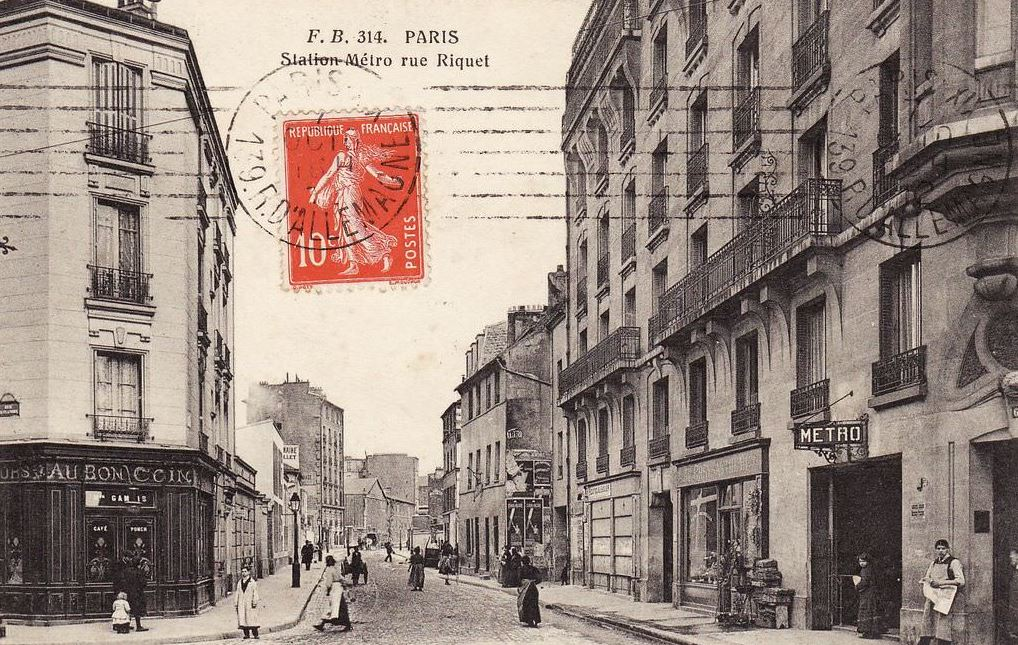
O acesso da estação, logo após sua abertura

A estação foi aberta em 5 de novembro de 1910 com o lançamento do primeiro trecho da linha 7 entre Opéra e Porte de la Villette.
Ela deve a sua denominação à sua proximidade com a rue Riquet, que presta homenagem ao engenheiro francês Pierre Paul Riquet (Barão de Bonrepos) (Béziers, 1604 - Toulouse, 1680), que concebeu e realizou, a partir de 1666, a construção do Canal do Midi, completado por seus filhos em 1681.
Como parte do programa "Renouveau du métro" da RATP, os corredores da estação foram renovados em 28 de janeiro de 2003.
Em 2011, 2 519 241 passageiros entraram nesta estação. Ela viu entrar 2 537 863 passageiros em 2013, o que a coloca na 217ª posição das estações de metrô por sua frequência em 302.

## Serviços aos passageiros

### Acessos
A estação tem dois acessos:
- o acesso nº 1 "Rue Riquet", levando à rue Riquet, em um edifício situado no 62, avenue de Flandre, e fazendo o ângulo dessas duas vias;
- o acesso nº 2 "Avenue de Flandre", constituído de uma única escada rolante, servindo de saída, que leva à avenue de Flandres, à direita do n° 52.

### Plataformas
Riquet é uma estação de configuração padrão: ela tem duas plataformas laterais separadas pelas vias do metrô e a abóbada é elíptica. A decoração é de estilo "Andreu-Motte" com duas rampas luminosas laranjas e assentos "Motte" cuja cor, passada de laranja vivo para azul, rompe a uniformidade colorimétrica da dita decoração. As telhas em cerâmica brancas biseladas recobrem os pés-direitos, a abóbada, os tímpanos e as saídas dos corredores. Os quadros publicitários são metálicos e o nome da estação é registrado na fonte Parisine em placas esmaltadas. A estação se distingue contudo pela parte baixa de seus pés-direitos que é vertical e não elíptica.

### Intermodalidade
A estação é servida pela linha 54 da rede de ônibus RATP e, à noite, pela linha N42 da rede Noctilien.

## Pontos turísticos
- Bassin de la Villette
- Canal de l'Ourcq
- Rue d'Aubervilliers

Galeria de fotografias
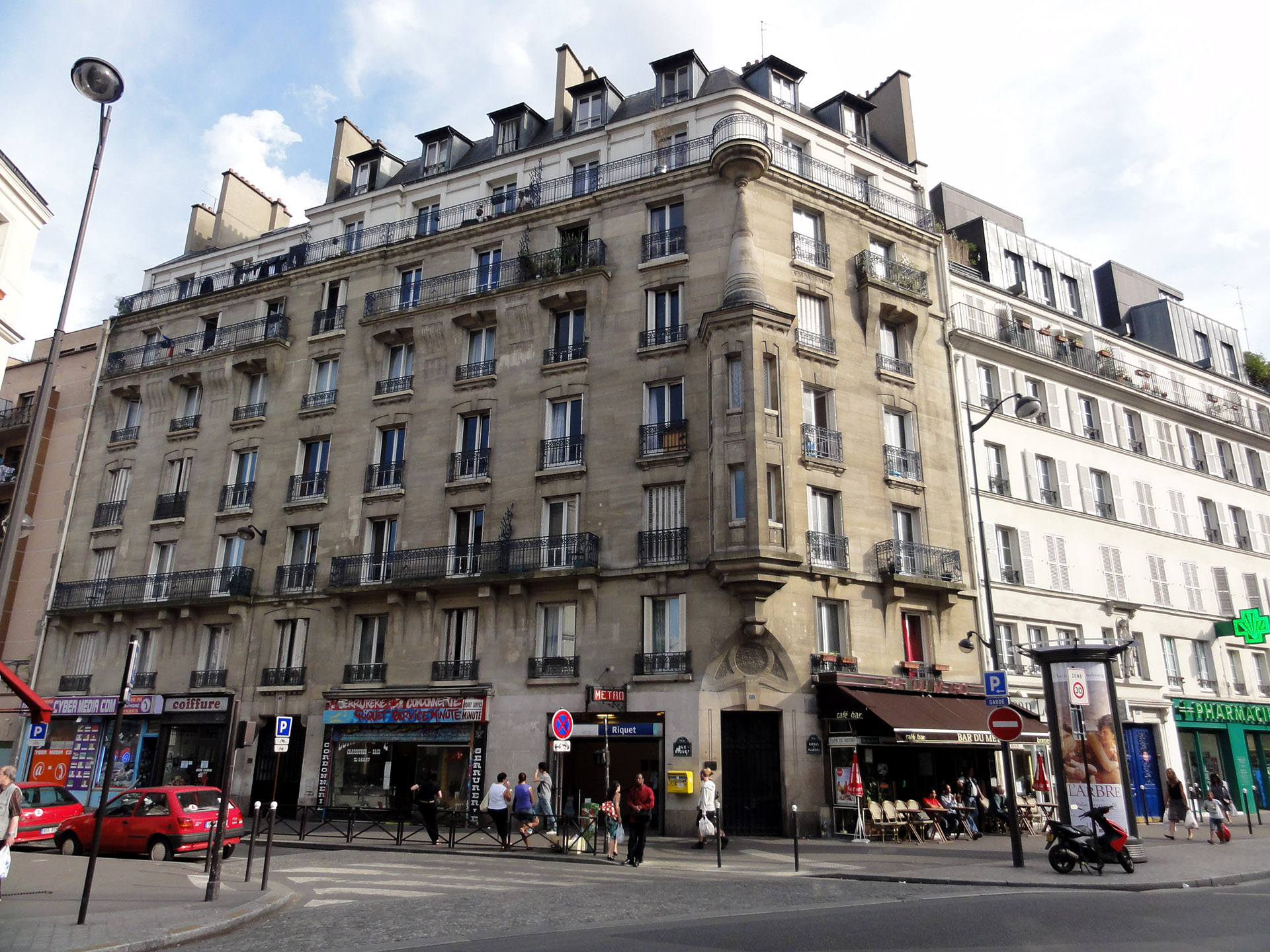
A entrada da estação se situa no térreo de um prédio.
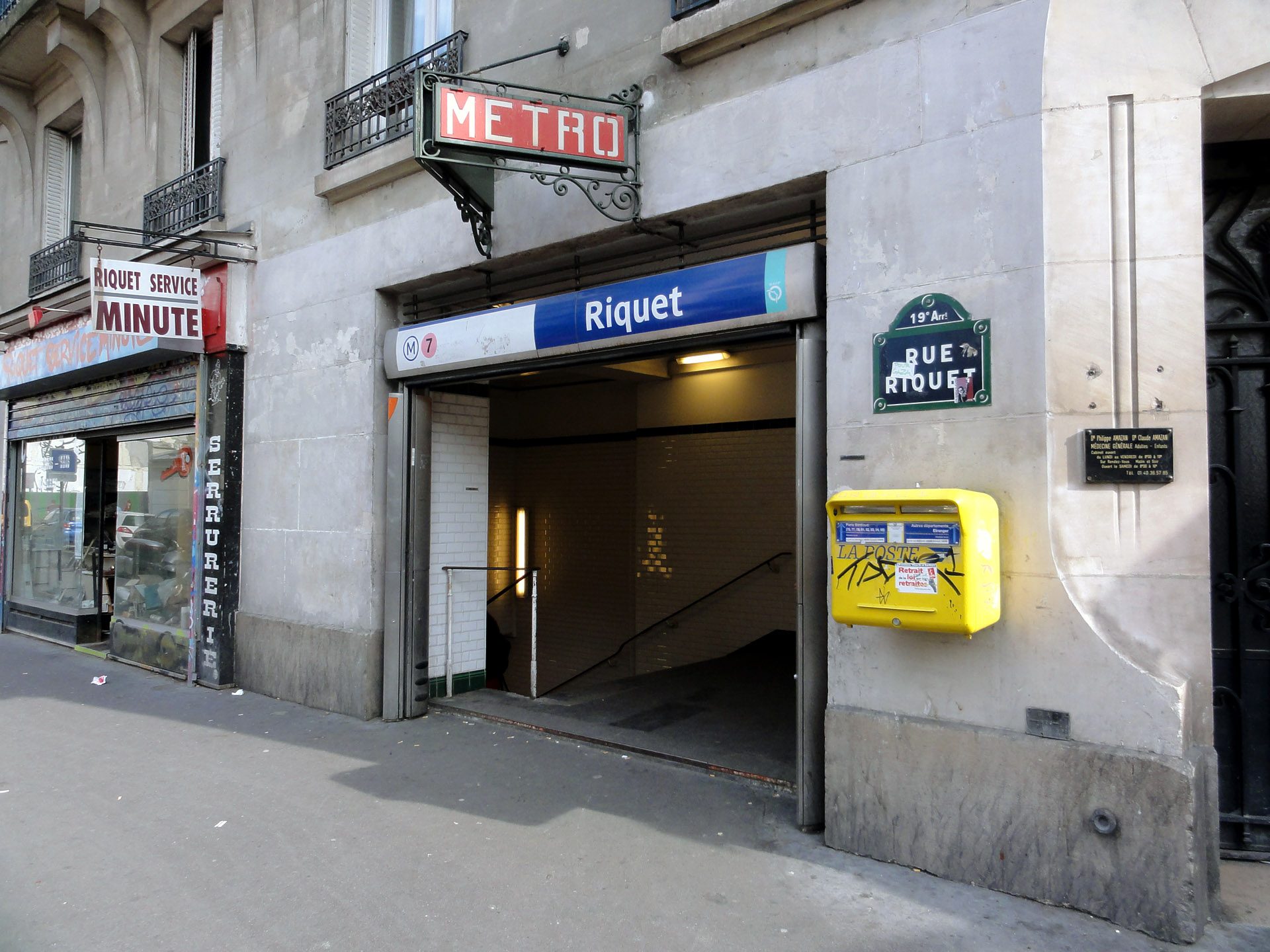
Vista detalhada da entrada.
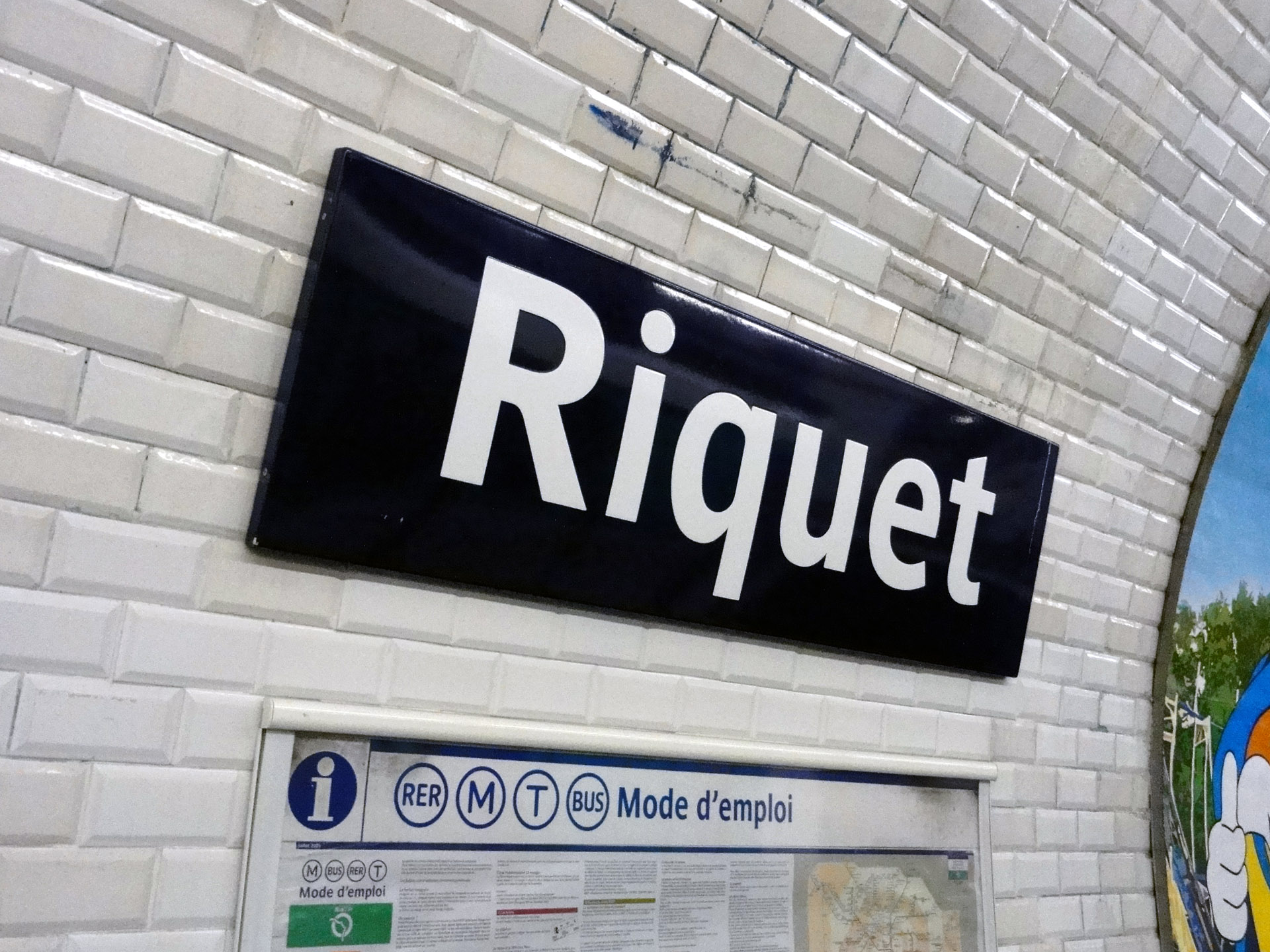
Placa indicando o nome da estação.